# Campiglossa aragonensis
Campiglossa aragonensis este o specie de muște din genul Campiglossa, familia Tephritidae. A fost descrisă pentru prima dată de Erich Martin Hering în anul 1934.
Este endemică în Spania. Conform Catalogue of Life specia Campiglossa aragonensis nu are subspecii cunoscute.